# Parlamento gallese
Il Parlamento gallese (in inglese Welsh Parliament, in gallese Senedd Cymru, lett. "Senato del Galles") è l'organo legislativo devoluto e monocamerale del Galles, che rappresenta gli interessi del popolo gallese, legifera per il Galles, impone tasse e controlla il Governo gallese. Il Senedd è una istituzione bilingue: i suoi nomi formali in gallese e inglese, Senedd Cymru e Welsh Parliament, detengono status paritario, e entrambe sono lingue ufficiali utilizzate nei lavori parlamentari. Prima del maggio 2020, era conosciuto come Assemblea nazionale per il Galles (in gallese Cynulliad Cenedlaethol Cymru).
Il Senedd conta 60 membri, conosciuti con il nome di "membri del Senedd", o MS (in gallese Aelodau o'r Senedd, o ASau). Dal 2011, i membri del Senedd sono eletti per un mandato quinquennale con un sistema proporzionale misto, in cui 40 deputati rappresentano collegi geografici e sono eletti con il sistema maggioritario secco a turno unico (first-past-the-post). 20 deputati sono eletti in cinque regioni elettorali utilizzando il sistema proporzionale con metodo d'Hondt. Tipicamente, il maggiore partito al Senedd costituisce il Governo del Galles.
L'Assemblea Nazionale per il Galles fu creata con una legge del 1998, sulla base del referendum sulla devoluzione gallese del 1997. L'Assemblea non ebbe poteri di proporre legislazione primaria fino al 2006. I poteri legislativi furono incrementati nel 2017, a seguito del voto nel referendum del 2011, e ciò comporta che il Parlamento del Regno Unito ed il Segretario di Stato per il Galles non devono essere consultati qualora la legge appartenga a venti aree cui si applica la devoluzione. L'Assemblea mutò il proprio nome, a partire dal maggio 2020, alla sua attuale denominazione. I poteri devoluti riguardano la salute, l'istruzione, lo sviluppo economico, i trasporti, l'ambiente, l'agricoltura, il governo locale ed alcuni tipi di tasse.